# Římskokatolická farnost Výšovice
Římskokatolická farnost Výšovice je územní společenství římských katolíků v  prostějovského děkanátu olomoucké arcidiecéze s farním kostelem svatého Vavřince.

## Historie
Farnost se připomíná již roku 1345, ale kolem roku 1630 zanikla. Roku 1760 byla obnovena. Farní kostel byl benedikován 3. 11. 1748.

## Duchovní správci
Od července 2015 je administrátorem excurrendo P. Mgr. Andrzej Kaliciak, SDS.
Od července 2025 je administrátorem excurrendo P. Mgr. Pavel Barbořák SDS.

## Bohoslužby
| Kostel           | Místo    | Bohoslužba (den) | Hodina | Poznámka     |
| ---------------- | -------- | ---------------- | ------ | ------------ |
| svatého Vavřince | Výšovice | neděle           | 8.00   | Farní kostel |

## Aktivity farnosti
Ve farnosti se pravidelně koná tříkrálová sbírka. V roce 2018 se při ní vybralo více než dvanáct tisíc korun.